# Paul Magloire
Paul Eugène Magloire (ur. 19 lipca 1907 w Quartier-Morin, zm. 12 lipca 2001 w Port-au-Prince) – haitański generał i polityk.
Syn generała, w 1930 wstąpił do armii. W 1944 został szefem policji w Port-au-Prince, którym pozostawał do 1946, kiedy to wziął udział w zamachu stanu przeciw Élie Lescotowi. W administracji następcy Lescota, Francka Lavauda, obejmował stanowiska: członka Wojskowego Komitetu Wykonawczego (od 11 stycznia do 16 sierpnia 1946) i jednocześnie ministra spraw wewnętrznych i obrony (od 12 stycznia do 16 sierpnia 1946). Po ponownym dojściu Lavauda do władzy wszedł w skład rządzącej junty (od 10 maja do 6 grudnia 1950) i ponownie ministra spraw wewnętrznych i obrony (od 12 maja do 3 sierpnia 1950).
6 grudnia 1950 objął urząd prezydenta. Rządził po dyktatorsku aż do ustąpienia w dniu 12 grudnia 1956 na skutek nacisków społecznych. W 1957, po dojściu do władzy François Duvaliera, Magloire wyjechał z kraju. Powrócił dopiero po obaleniu dyktatury Duvalierów w 1986.